# سانتی کولک
سانتی کولک (انگلیسی: Santi Kolk؛ زادهٔ ۲ اکتبر ۱۹۸۱) بازیکن فوتبال اهل پادشاهی هلند است.
از باشگاه‌هایی که در آن بازی کرده‌است می‌توان به باشگاه فوتبال فاینورد، باشگاه فوتبال اکسلسیور، باشگاه فوتبال یونیون برلین، باشگاه فوتبال ادو دن هاخ، باشگاه فوتبال ویتس‌آرنهم، باشگاه فوتبال هیرنفین، باشگاه فوتبال ناک بردا، باشگاه فوتبال والویک، و باشگاه فوتبال پک زووله اشاره کرد.
وی همچنین در تیم ملی فوتبال زیر ۲۱ سال هلند بازی کرده‌است.